# Wendilgarda mustelina
Espèce
Synonymes
- Vendilgarda mustelina Simon, 1898

Wendilgarda mustelina est une espèce d'araignées aranéomorphes de la famille des Theridiosomatidae.

## Distribution
Cette espèce est endémique des Petites Antilles. Elle se rencontre à Saint-Vincent et à la Guadeloupe.

## Description
La femelle holotype mesure 3,5 mm.
Comme les autres taxons du même groupe, tels que Naatlo splendida, elle est caractérisée par la présence de glandes labiosternales

## Liste des sous-espèces
Selon World Spider Catalog (version 19.5, 15/08/2018) :
- Wendilgarda mustelina mustelina Simon, 1898 de Saint-Vincent
- Wendilgarda mustelina arnouxi Lopez & Emerit, 1986 de Guadeloupe.

## Publications originales
- Simon, 1898 : On the spiders of the island of St Vincent. III. Proceedings of the Zoological Society of London, vol. 1897, p. 860-890 (texte intégral).
- Lopez & Emerit, 1986 : Wendilgarda mustelina arnouxi n. ssp et la glande labio-sternale des Theridiosomatidae (Araneae). Mémoires de Biospéologie, vol. 12, p. 67-76.